# Nannet Kiemel-Karenbeld
Nenna Antoinet Kiemel-Karenbeld (* 4. Juni 1969 in Deventer, Niederlande) ist eine ehemalige niederländische Bobfahrerin, die an den Olympischen Winterspielen 2002 in Salt Lake City teilnahm. Sie war vor ihrem Engagement im Bobfahren eine erfolgreiche und vielseitige niederländische Leichtathletin und beendete ihre Karriere im Jahr 2003.

## Karriere

### Olympische Winterspiele
Nannet Kiemel-Karenbeld gehörte im Jahr 2002 in Salt Lake City bei den Olympischen Winterspielen 2002 zum niederländischen Aufgebot im Zweierbob. Zusammen mit ihrer Mannschaftskameradin Eline Jurg absolvierte sie den olympischen Wettkampf am 19. Februar 2002 im Utah Olympic Park Track und belegte im Bob Niederlande 1 den 6. Platz von fünfzehn teilnehmenden Zweierbobs mit einer Gesamtzeit von 1:39,18 min aus zwei Wertungsläufen.